# Флоренський Павло Васильович
Павло Васильович Флоренський (нар. 7 червня 1936 року Наро-Фомінськ, Московська область) — радянський і російський геохімік і петрограф, письменник, філателіст і громадський діяч. Доктор геолого-мінералогічних наук, професор. Керівник Експертної групи по чудесам при Синодальної біблійно-богословської комісії РПЦ. Онук П. А. Флоренського. Вважає метою своєї роботи в цій комісії - «сформулювати концепцію відношення до чудес в Церкві - відносини дуже обережного і скептичного», а також - «протистояти чудоманії».

## Життєпис
Народився у 1936 році в Москві в сім'ї петрографа і геохіміка Василя Павловича Флоренського та Наталії Іванівни Зарубиной.
У 1959 році закінчив геологорозвідувальний факультет Московського інституту нафтохімічної і газової промисловості імені В. М. Губкіна за спеціальністю «Геологія та розвідка нафтових і газових родовищ».
У 1956—1961 роках — колектор і інженер, в 1961—1965 роках — молодший, з 1965 року — старший науковий співробітник, у 1965—1968 роках — асистент, у 1968—1970 роках — старший викладач, 1970—1990 роках — доцент, з 1990 року — професор кафедри літології факультету геології і геофізики нафти і газу Російського державного університету нафти і газу імені В. М. Губкіна. Викладає предмети «Загальна геохімія» і «Геохімія навколишнього середовища».
У 1965 році в Московському інституті нафтохімічної і газової промисловості імені В. М. Губкіна захистив дисертацію на здобуття наукового ступеня кандидата геолого-мінералогічних наук по темі «Пермські і тріасові відклади Мангишлаку, Устюрта та сусідніх районів та перспективи їх нафтогазоносності».
З 1966 року — керівник наукового студентського гуртка «Петрограф».
У 1960-ті роки почав вивчення метеоритного кратера Жаманшин, є його першовідкривачем, який довів у 1975 році ударну природу кратера. Виявив перші в СРСР тектиты — іргизити. 
У 1982 році в Московському інституті нафтохімічної і газової промисловості імені В. М. Губкіна захистив дисертацію на здобуття наукового ступеня доктора геолого-мінералогічних наук по темі «Тріасові відклади Туранської плити: склад, структура, нафтогазоносність».
З 1983 року — член комісії з питань вивчення наукової спадщини академіка В. І. Вернадського.
У 1984—1986 роках викладав в Алжирській Народно-Демократичній Республіці.
У 1988—1991 роках — член комісії Верховної Ради СРСР з аналізу причин Чорнобильської катастрофи. Один з авторів Закону СРСР від 12.05.1991 № 2146-I «Про соціальний захист громадян, які зазнали впливу радіації внаслідок катастрофи на Чорнобильській АЕС».
З 1995 року — дійсний член Міжнародної слов'янської академії наук, мистецтв і культури та з 1996 року — Російської академії природничих наук.
З 1997 року — член Союзу письменників Росії.
З 2000 року — дійсний член АН Республіки Абхазія.
Був науковим керівником 3 кандидатів наук, а також виступив науковим консультантом докторської дисертації.
Є автором, співавтором і упорядник понад 400 наукових праць, зокрема 10 монографій.
Займається питаннями екології у зонах постраждалих від війни, а також працював в Абхазії, Чечні та Південній Осетії.
В область наукових інтересів входять астрогеология, геологія Місяця, нафтогазоносність Казахстану, планетарна геологія, застосування космічної інформації в геології, розломи земної кори.
Православний. Духівники — архієпископ Казанський і Марійський Сергій (Голубцов) і протоієрей Валентин Асмус.
Керівник Експертної групи по чудесам при Синодальної біблійно-богословської комісії РПЦ. Онук П. А. Флоренського. Вважає метою своєї роботи в цій комісії - «сформулювати концепцію відношення до чудес в Церкві - відносини дуже обережного і скептичного», а також - «протистояти чудоманії».

## Родина
- Дід — Павло Олександрович Флоренський (1882-1937), російський православний священик, богослов, релігійний філософ, вчений, поет.
- Дядько — Кирило Павлович Флоренський (1915-1982), геохімік і планетолог.
- Батько — Василь Павлович Флоренський (1911-1956), геохімік і петрограф.
- Мати — Наталія Іванівна Зарубіна.
- Дружина — Юлія Олексіївна Флоренська, викладач музики.[1]
  - Син — Василь (нар. 1968), художник, викладає в художніх школах для дітей у православній гімназії і при Храмі Марона Пустельника в Старих Панех. Діти — Іван, Олександр, Варвара.[1]
  - Дочка — Ганна, закінчила Російський державний університет нафти і газу імені В. М. Губкіна. Чоловік геолог. Має трьох дітей.[1]
- Двоюрідний брат — ігумен Андронік (Трубачов)[1][6]

## Нагороди
- Медаль В. І. Вернадського РАПН (2000)[2]
- Знак Міністерства оборони Російської Федерації «Миротворча місія в Абхазії. Грузія» (2001)[2]
- Орден Преподобного Сергія Радонезького III ступеня (2005)[2]
- Орден Святої Анни III ступеня (2009)[2]

## Наукові праці

### Монографії
- Флоренский П. В., Дабижа А. И. Метеоритный кратер Жаманшин. — М.: Наука, 1980. — 127 с.
- Флоренский П. В. Комплекс геолого-геофизических и дистанционных методов для изучения нефтегазоносных областей. — М.: Недра, 1987. — 205 с.
- Флоренский П. В. Начало пути в науке: научный студенческий кружок "Петрограф". М.: Нефть и газ : РГУ нефти и газа им. И. М. Губкина, 2000. — 40 с. (Глазами очевидца / М-во образования Российской Федерации, Российский гос. ун-т нефти и газа им. И. М. Губкина; Вып. 7).
- Флоренский П. В. "Петрограф" на всю жизнь : к 70-летию научного студенческого кружка. — М.: [б. и.], 2008. — 318 с. ISBN 978-5-900504-84-2

### Статті
російською мовою
- Флоренский П. В. Рец. на Ю. Н. Вавилов. В долгом поиске. Книга о братьях Николае и Сергее Вавиловых // Человек. 2004. № 6. С. 184-186.
- Флоренский П. В. «Непреодолимо светлое будущее» в религии, в философии, в науке» // Космическое мировоззрение — новое мышление XXI века. 2004. Т. 1. № 1. С. 301-306.
- Котрелев Н. В., Флоренский П. В., Шутова Т. А. Из архива священника Павла Флоренского: письма архимандрита Антония Вл. Соловьеву и Н. Я. Гроту // Владимир Соловьёв и культура Серебряного века к 150-летию Вл. Соловьёва и 110-летию А. Ф. Лосева. Сер. "Лосевские чтения" отв. редакторы : А. А. Тахо-Годи, Е. А. Тахо-Годи. М., 2005. С. 435-465.
- Флоренский П. В., Шутова Т. А. Едем к Соловьёву! // Человек. 2005. № 1. С. 144-157.
- Флоренский П. В. Студенческая жизнь П. А. Флоренского // Природа. 2006. № 1. С. 48-52.
- Флоренский П. В. Уникальные кадры // Природа. 2007. № 1. С. 38-39.
- Флоренский П. В. Переписка 1900–1902-Х гг. между А. В. Ельчаниновым и П. А. Флоренским // Вестник Православного Свято-Тихоновского гуманитарного университета. Серия 1: Богословие. Философия. Религиоведение. 2010. № 3 (31). С. 77-96.
- Флоренский П. В. О разработке соглашения об охране природной среды во время вооруженных конфликтов – «Пакт Вернадского» // 75 лет Пакту Рериха материалы Международной научно-обществ. конференции 2010. Международный Центр-Музей имени Н. К. Рериха, Благотворительный Фонд имени Е. И. Рерих, Объединённый Научный Центр проблем космического мышления, Международная ассоциация Фондов Мира, Российская академия естественных наук, Международная Лига защиты Культуры, Российская академия космонавтики имени К. Э. Циолковского, Институт истории естествознания и техники им. С. И. Вавилова РАН, Международный гуманитарный фонд «Знание» им. К. В. Фролова, Информационный центр ООН в Москве, Мастер-Банк. 2011. С. 166-170.
- Флоренский П. В. Чудеса и знамения // Русская история. 2013. № 3 (26). С. 54-59.
- Флоренский П. В. Размышления над старой фотографией // Природа. 2014. № 9 (1189). С. 93-95.
- Флоренский П. В., Бушмакин А. Г., Пошибаев В. В. Космогенные силикоглассы из Туркмении // // Электронное научное издание Альманах Пространство и Время. — 2016. — Т. 11. — Вып. 1: Система планета Земля. С. 13. (копия)

на інших мовах
- Florenskiy P. V., Akmuradov M. K. Dynamic model of the South Turanian plate resulting from the interaction moving plates // Доповіді of the Academy of Sciences of the USSR. Earth Science Sections. 1994. Т. 327. № 8. С. 114-117.

## Інші твори
- Лапинская Т. А., Флоренский П. В. Выдающиеся учёные МИНГ имени И. М. Губкина. Вып. 21: В. П. Флоренский: (1911-1956) / Моск. ин-т нефти и газа им. И. М. Губкина. — М.: Нефть и газ, 1996. — 41 с.

складання та редакція
- П. А. Флоренский: философия, наука, техника / Сов. фонд культуры; [Ред.-сост. В. А. Росов, П. В. Флоренский]. — Л. : Б. и., 1989. — 82 с. (Препр. АН СССР, Ленингр. отд. Ин-та истории естествознания и техники; № 4).
- К истории отношений с Андреем Белым // Контекст: Литературно-теоретические исследования. 1991. Т. 1991. С. 3-22. (Подготовка текста игумена Андроника (А. С. Трубачёва), О. С. Никитиной, С. 3. Трубачёва, П. В. Флоренского, Е. В. Ивановой, Л. А. Ильюниной. Вступительная статья и комментарии Е. В. Ивановой и Л. А. Ильюниной)
- Предисловие П. А. Флоренского к неосуществлённому изданию книги В. В. Розанова «Во дворе язычников» // Контекст: Литературно-теоретические исследования. 1993. Т. 1992. С. 127-132. (Публикация текста игумена Андроника (Трубачёва), М. С. Трубачёвой, П. В. Флоренского. Предисловие и комментарии Е. В. Ивановой)
- Обретая Путь. Павел Флоренский в университетские годы: в 2 т. Т. 1 / авт.-сост. Павел Флоренский; [статьи П. В. Флоренский и др. ; подгот. текстов, коммент. и подбор ил. П. В. Флоренский и др.]. — М.: Прогресс-Традиция, 2011. — 583 с. ISBN 978-5-89826-323-2
- …Пребывает вечно: письма П. А. Флоренского, Р. Н. Литвинова, Н. Я. Брянцева и А. Ф. Вангенгейма из Соловецкого лагеря особого назначения : в 4 т. Т. 1 / авт.-сост. П. В. Флоренский. — М. : Международный центр Рерихов: Мастер-банк, 2011. — 631 с.  ISBN 978-5-86988-224-0
- …Пребывает вечно: письма П. А. Флоренского, Р. Н. Литвинова, Н. Я. Брянцева и А. Ф. Вангенгейма из Соловецкого лагеря особого назначения : в 4 т. Т. 2. / авт.-сост. П. В. Флоренский. — М. : Международный центр Рерихов: Мастер-банк, 2012. — 611 с. ISBN 978-5-86988-230-1
- …Пребывает вечно: письма П. А. Флоренского, Р. Н. Литвинова, Н. Я. Брянцева и А. Ф. Вангенгейма из Соловецкого лагеря особого назначения : в 4 т. Т. 3 / авт.-сост. П. В. Флоренский. — М. : Международный центр Рерихов: Мастер-банк, 2016. — 835 с. ISBN 978-5-906800-53-4
- Павел Александрович Флоренский / сост., авт. вступ. ст., крат. летописи жизни, коммент. и библиогр. П. В. Флоренский. — М. : Русскій міръ, 2015. — 523 с. (Русскій міръ в лицах). ISBN 978-5-89577-175-4